# Erateina aida
Erateina aida är en fjärilsart som beskrevs av Paul Dognin 1900. Erateina aida ingår i släktet Erateina och familjen mätare. Inga underarter finns listade i Catalogue of Life.